# Dilophus giganteus
Dilophus giganteus är en tvåvingeart som beskrevs av Macquart 1846. Dilophus giganteus ingår i släktet Dilophus och familjen hårmyggor.
Artens utbredningsområde är Colombia. Inga underarter finns listade i Catalogue of Life.